# San Lunardo
Il San Leonardo o San Lunardo è un vitigno a bacca bianca che ha origine nella zona di Panza nell'Isola d'Ischia, in Italia.

## Diffusione
Il San Leonardo è un antico vitigno autoctono dell'isola d'Ischia, in Campania le cui origini sono poco chiare. È certo, comunque, che esso sia coltivato sull'isola fin dal 1700. Si ritiene che il nome derivi dal religioso che per primo selezionò questa varietà, un presunto don Lunardo. Altri ritengono che derivi dal santo patrono locale, San Leonardo. I vigneti che contengono questa varietà sono purtroppo sempre meno e si teme che nel futuro possa scomparire del tutto, facendone uno dei molti vitigni locali a rischio di estinzione presenti in Italia. Il San Lunardo è un vitigno dalla produzione costante ed abbondante, caratterizzato da normale resistenza alle avversità climatiche e scarsa tolleranza alle crittogame, in particolar modo la botrite. È vinificato in uvaggio con altre varietà a bacca bianca nella DOC Ischia, ed in purezza dà un vino giallo paglierino, dai profumi e sapori delicati.